# Hide Your Heart
Hide Your Heart – ballada rockowa Bonnie Tyler, wydana w 1988 roku jako singel promujący album pod tym samym tytułem. Piosenka była nagrywana w innych wersjach także przed takich wykonawców, jak Kiss, Robin Beck, Ace Frehley i Molly Hatchet.

## Powstanie
Utwór został napisany wspólnie przez Paula Stanleya, Desmonda Childa i Holly Knight. Była to zarazem pierwsza piosenka powstała w kooperacji Stanleya i Knight. Według słów Knight muzycy spotkali się w jej mieszkaniu, po czym zaczęli jammować. W efekcie Knight zaczęła grać melodię na instrumentach klawiszowych, a Stanley na gitarze. Melodia Knight została później zastosowana w refrenie. Jednakże piosenkę Stanley dokończył z Desmondem Childem.
Piosenka była gotowa na album Kiss z 1987 roku pt. Crazy Nights, jednak zespół odrzucił ją. Następnie Stanley postanowił sprzedać prawa do wykorzystania piosenki. W ten sposób piosenkę wykonała Bonnie Tyler.

## Treść
Piosenka opowiada historię o Rosie, jej kochanku Tito i adoratorze Johnnym. Mimo że to Tito był „królem ulic”, Johnny mimo ostrzeżeń, aby „ukryć swoje serce”, uwiódł Rosę. W odwecie Tito zastrzelił Johnny'ego, który umarł w ramionach Rosy.
Większość tekstu napisał Desmond Child, który zastosował wcześniej podobną narrację, włączając w to imiona postaci, m.in. w piosence Bon Joviego „Livin’ on a Prayer”.

## Wykonania
Wersja Bonnie Tyler została zamieszczona na singlu, a następnie na albumie Hide Your Heart. Piosenka nie znalazła się jednak na żadnej liście przebojów. Drugim wykonawcą piosenki był Molly Hatchet. Piosenka została umieszczona na albumie Lightning Strikes Twice.
Kiss nagrał swoją wersję w 1989 roku. Była ona zawarta na płycie zespołu pt. Hot in the Shade, a także wydana jako singel. Utwór zajął 66. miejsce na liście Hot 100 oraz 59. na UK Singles Chart. Do piosenki zrealizowano teledysk w reżyserii Marty'ego Callnera. Zawiera on ujęcia zespołu, jak również przedstawia historię opowiedzianą w piosence, wliczając w to zastrzelenie Johnny'ego przez Tito. Na początku klipu pojawia się informacja, iż w Nowym Jorku i Los Angeles jest ponad 80 000 członków gangów, a w poprzedzającym roku w wyniku działań gangów zginęło ponad 600 osób.
Jeszcze w 1989 roku piosenkę wykonali Robin Beck i Ace Frehley. W 2012 roku Eläkeläiset nagrało cover utworu pt. „ Piilotettu humppa”.